# Rieko Ioane
Rieko Ioane (18 de março de 1997) é um ruguebolista de sevens neozelandês.

## Carreira
Rieko Ioane integrou o elenco da Seleção Neozelandesa de Rugby Sevens 5º colocada na Rio 2016.